# Катет

Прямокутний трикутник, в якому c_{1} та c_{2} — катети, а h — гіпотенуза.

Катет (грец. Κάθετος) — сторона прямокутного трикутника, прилегла до прямого кута. Сторона, що знаходиться напроти прямого кута, називається гіпотенузою.
Співвідношення довжин катетів визначає тригонометричні функції тангенсу та котангенсу кутів трикутника.
Відповідно до теореми Піфагора, сума квадратів довжини катетів дорівнює квадрату довжини гіпотенузи.